# Longodromitidae
Famille
Les Longodromitidae forment une famille éteinte de crabes datés du Jurassique supérieur et du Crétacé inférieur. Elle comprend 19 espèces réparties dans quatre genres.

## Répartition géographique
Leurs restes fossiles sont connus principalement en Europe, mais aussi en Australie.

## Liste des genres
- † Abyssophthalmus Schweitzer & Feldmann, 2009
- † Coelopus Étallon, 1861
- † Longodromites Patrulius, 1959
- † Planoprosopon Schweitzer, Feldmann & Lazǎr, 2007

## Référence
- (en) Schweitzer and Feldmann, 2009 : Revision of the Prosopinae sensu Glaessner, 1969 (Crustacea : Decapoda: Brachyura) including 4 new families and 4 new genera. Annalen des Naturhistorischen Museums in Wien, ser. A, vol. 110, p. 55–121.

## Source
- (en)  De Grave & al., 2009 : A Classification of Living and Fossil Genera of Decapod Crustaceans. Raffles Bulletin of Zoology Supplement, n. 21, p. 1-109.